# Marc Freiberger
Marcus Ross Freiberger (* 27. November 1928 in Amarillo, Texas; † 29. Juni 2005 in Winston-Salem, North Carolina) war ein US-amerikanischer Basketballspieler.

## Laufbahn
Als Schüler spielte Freiberger Basketball in Greenville (US-Bundesstaat Texas) und wechselte dann an die University of Oklahoma. Er gehörte der Hochschulmannschaft zwischen 1948 und 1951 an. In der Saison 1949/50 war der 2,11 Meter große Innenspieler mit 7,1 Punkten je Begegnung drittbester und 1950/51 mit 15,8 Punkten pro Partie bester Korbschütze der Mannschaft.
Beim Draftverfahren der NBA im Jahr 1951 sicherten sich die Indianapolis Olympians die Rechte an Freiberger. Er wurde als dritter Spieler aufgerufen. Freiberger entschied sich aber, in der Liga NIBL zu spielen, in der Betriebsmannschaften von Industrieunternehmen antraten. Freiberger spielte für die Mannschaft der Peoria Caterpillars im Bundesstaat Illinois und wurde ins Aufgebot der Vereinigten Staaten für die Olympischen Sommerspiele 1952 in Helsinki berufen. Dort gewann er mit der US-Auswahl die Goldmedaille, Freiberger wurde in sieben Turnierspielen eingesetzt und erzielte im Durchschnitt 6,3 Punkte je Begegnung.
Ab 1954 spielte er in der NIBL für die Betriebsmannschaft der Erdölgesellschaft Ada Oil aus Houston. Freiberger wurde in die Basketball-Ruhmeshallen der Bundesstaaten Illinois und Texas aufgenommen. Beruflich war er später für ein Unternehmen in Cleveland (Bundesstaat Ohio) tätig.